# Fernando Alexandre
Fernando Alexandre (ur. w styczniu 1972 w m. Gafanha da Nazaré) – portugalski ekonomista i nauczyciel akademicki, sekretarz stanu (2013–2015), prorektor Uniwersytetu Minho (2016–2017), minister edukacji, nauki i innowacji (od 2024).

## Życiorys
Absolwent ekonomii na Uniwersytecie w Coimbrze (1995). Na tej samej uczelni uzyskał w 1998 magisterium w tej dziedzinie. Doktoryzował się z ekonomii w 2003 w Birkbeck College na Uniwersytecie Londyńskim. Jako nauczyciel akademicki związany z Uniwersytetem Minho, w 2009 objął stanowisko profesorskie. Pełnił m.in. funkcje przewodniczącego (2011) i wiceprzewodniczącego (2011–2013) szkoły ekonomii na tej uczelni, a w latach 2016–2017 zajmował stanowisko prorektora. W pracy badawczej zajął się makroekonomią i polityką gospodarczą.
Od kwietnia 2013 do kwietnia 2015 sprawował urząd sekretarza stanu, będąc zastępcą ministra administracji i spraw wewnętrznych. Był też m.in. przewodniczącym rady dyrektorów działającego w Bradze przedsiębiorstwa inwestycyjnego z branży startupów. Został również doradcą do spraw ekonomicznych w fundacji Fundação Francisco Manuel dos Santos. W kwietniu 2024 objął stanowisko ministra edukacji, nauki i innowacji w rządzie Luísa Montenegra.
W wyborach w 2025 uzyskał mandat posła do Zgromadzenia Republiki (jako przedstawiciel Partii Socjaldemokratycznej). W czerwcu 2025 pozostał na dotychczasowej funkcji rządowej w drugim gabinecie lidera PSD.